# 東洋自由党
東洋自由党（とうようじゆうとう）は、1892年11月6日に自由党左派の大井憲太郎が、樽井藤吉（元東洋社会党）や小久保喜七、新井章吾らとともに結成した政党。
自由党の幹部であった大井は帝国議会開設後の1891年5月、自由党内にアジア主義・急進的自由主義を掲げた東洋倶楽部という派閥を結成していたが、土佐派の星亨との政争に敗れて東洋自由党を結成した。ただし、大井自身は完全な新党ではなく、自由党の別働隊であるとする立場を表明していた。なお、大井自身は第2回衆議院議員総選挙における選挙干渉の影響で落選していた（第3回衆議院議員総選挙で復帰）。
主な対外政策としては、アジアに対してはアジア全域の革新運動の盟主に日本が立つことを主張して、欧米列強に対しては強硬な外交政策を掲げた。その一方で国内政策においては、貧民労働者の保護と立憲政治・普通選挙の実現を掲げて党内に普通選挙期成同盟会、日本労働協会、小作条例調査会を設置して、機関誌「新東洋」を刊行した。
だが、条約改正の本格化とともに漸進的改正論を唱える自由党との距離を置いて、対外硬派の立場から国民協会や新興の大日本協会との関係を強める。1893年12月、東洋自由党は解党して大日本協会に合流した。ただし、大日本協会そのものがこの直後に解散に追い込まれており、大井は自由党に戻ることになる。また、普通選挙期成同盟会などの諸団体はその後も大井のもとで継続されていくことになる。